# Иституто Мисионарио Сакро Куоре (Перуђа)
Иституто Мисионарио Сакро Куоре је насеље у Италији у округу Перуђа, региону Умбрија.
Према процени из 2011. у насељу је живело 6 становника. Насеље се налази на надморској висини од 304 м.